# Christoph Eschenbach
Christoph Eschenbach (Breslavia, 20 de febrero de 1940) es un pianista y director de orquesta alemán. 

## Biografía
Sus padres fueron Margarethe (de soltera Jaross) y Heribert Ringmann. Nació en plena Segunda Guerra Mundial; su madre murió durante el parto y su padre, un ferviente antinazi, fue enviado al frente oriental donde fue ejecutado. Como resultado, el niño no habló durante un año hasta que le preguntaron si deseaba aprender música. Fue adoptado en 1946 por una prima de su madre, Wallydore Eschenbach (de soltera Jaross), con la que dos años después se trasladó a vivir a Holstein una vez liberado el marido de ella, Wolfram Eschenbach, que lo adoptaría. 
A los once años quedó vivamente impresionado viendo dirigir a Wilhelm Furtwängler. Estudió piano con Eliza Hansen y en 1955 en la Cologne Musikhochschule con Hans-Otto Schmidt-Neuhaus. En 1959, comenzó a estudiar dirección orquestal con Wilhelm Brückner-Rüggeberg en la Hochschule für Musik und Theater Hamburg.
Como pianista ganó varias concursos, entre ellos el Clara Haskil en Vevey en 1965. Continuó estudiando dirección con George Szell y con Herbert von Karajan, que fue su mentor durante veinte años. 
En 1981 Eschenbach fue nombrado director principal de la Tonhalle de Zúrich, de la que fue director general entre 1982 y 1986. Pasó luego a ser director general de la Orquesta Sinfónica de Houston (1988–1999), de la NDR Symphony Orchestra, Hamburgo (1998–2004) y del Ravinia Festival (1994–2005). 
En el 2000 fue nombrado director de la Orchestre de Paris, cargo que desempeñó hasta 2010. También en 2000 debutó en el Festival de Bayreuth, dirigiendo Parsifal.
En 2003, fue nombrado director de la Philadelphia Orchestra, puesto en el que tuvo controversias y desavenencias. Su contrato fue renovado, pero en el 2006 anunció su renuncia efectiva al final de la temporada 2007-2008.
En septiembre del 2008, la Orquesta Sinfónica Nacional de Washington lo anunció como su nuevo director a partir del 2010, cargo que actualmente compatibiliza con el de director artístico del Centro John F. Kennedy para las Artes Escénicas de la capital americana.
Eschenbach ha impulsado las carreras de Renée Fleming, Lang Lang y otras estrellas de la música.
Ha realizado más de ochenta grabaciones como solista y director.
Fue condecorado con la Legión de Honor en 2002 y con la Verdienstorden der Bundesrepublik Deutschland. 
Obtuvo el Premio Leonard Bernstein (1993).

## Documental
- Christoph Eschenbach. Porträt des Pianisten es un documental de la televisión alemana dirigido por Florian Furtwängler, ZDF 1977.